# The Pick-up Artist
The Pick-up Artist é um filme americano de 1987 escrito e dirigido por James Toback. Do gênero das comédias românticas, traz Molly Ringwald e Robert Downey Jr. nos papéis principais. 

## Sinopse
Randy Jensen (Ringwald) é uma guia turística esperta e independente que acaba sendo encontrada pelo paquerador Jack Jericho (Downey). A indiferença demonstrada por Randy aumenta o interesse de Jack. Randy, além disso, tem problemas com o pai, Flash Jensen (Dennis Hopper), um alcoólatra mafioso que está sempre se intrometendo em seus relacionamentos. A persistência de Jack, no entanto, o leva a ajudar Randy a tirar seu pai da máfia.